# Johann Anton Wallé

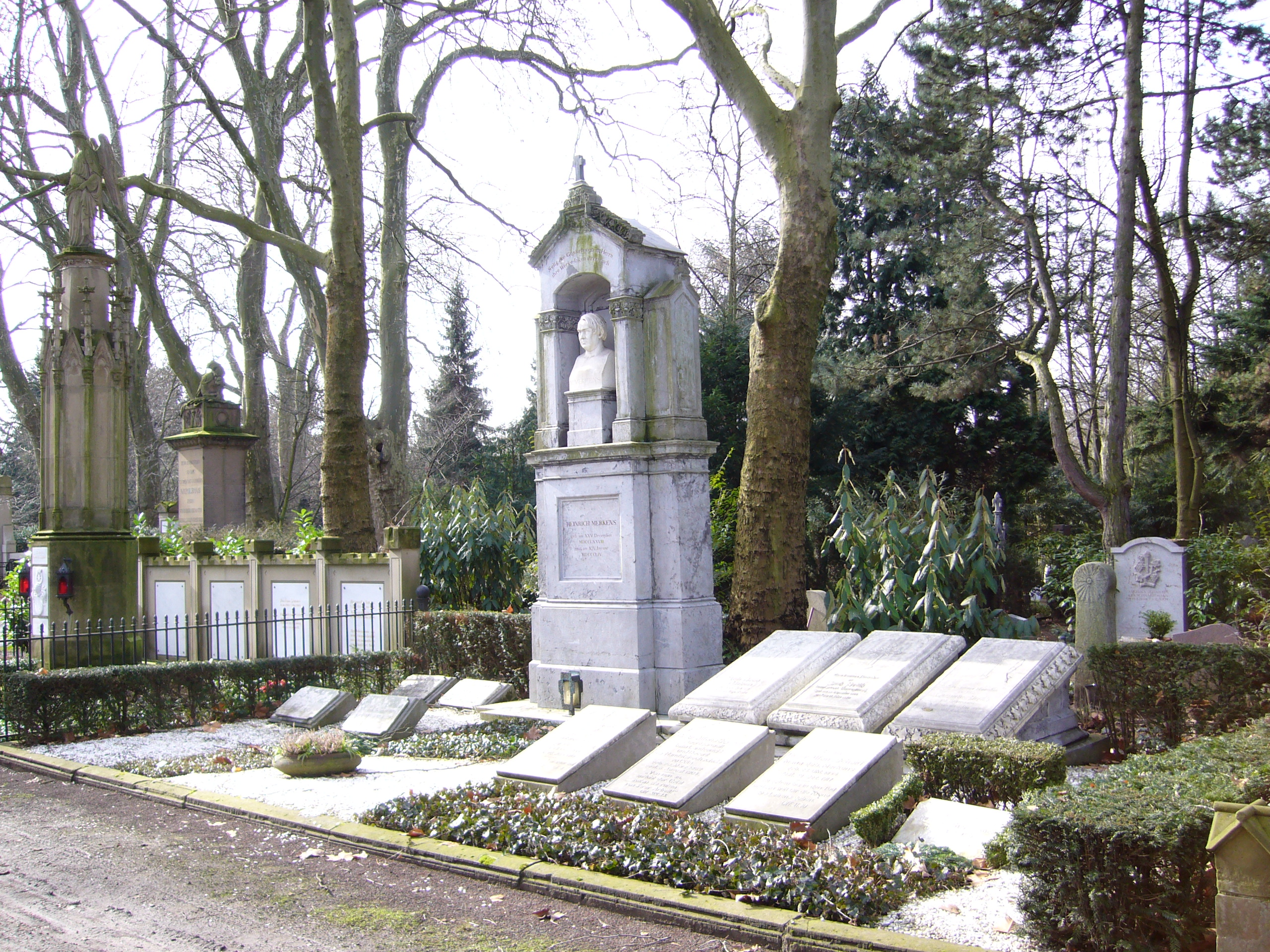
Grabmal P. H. Merkens auf Melaten

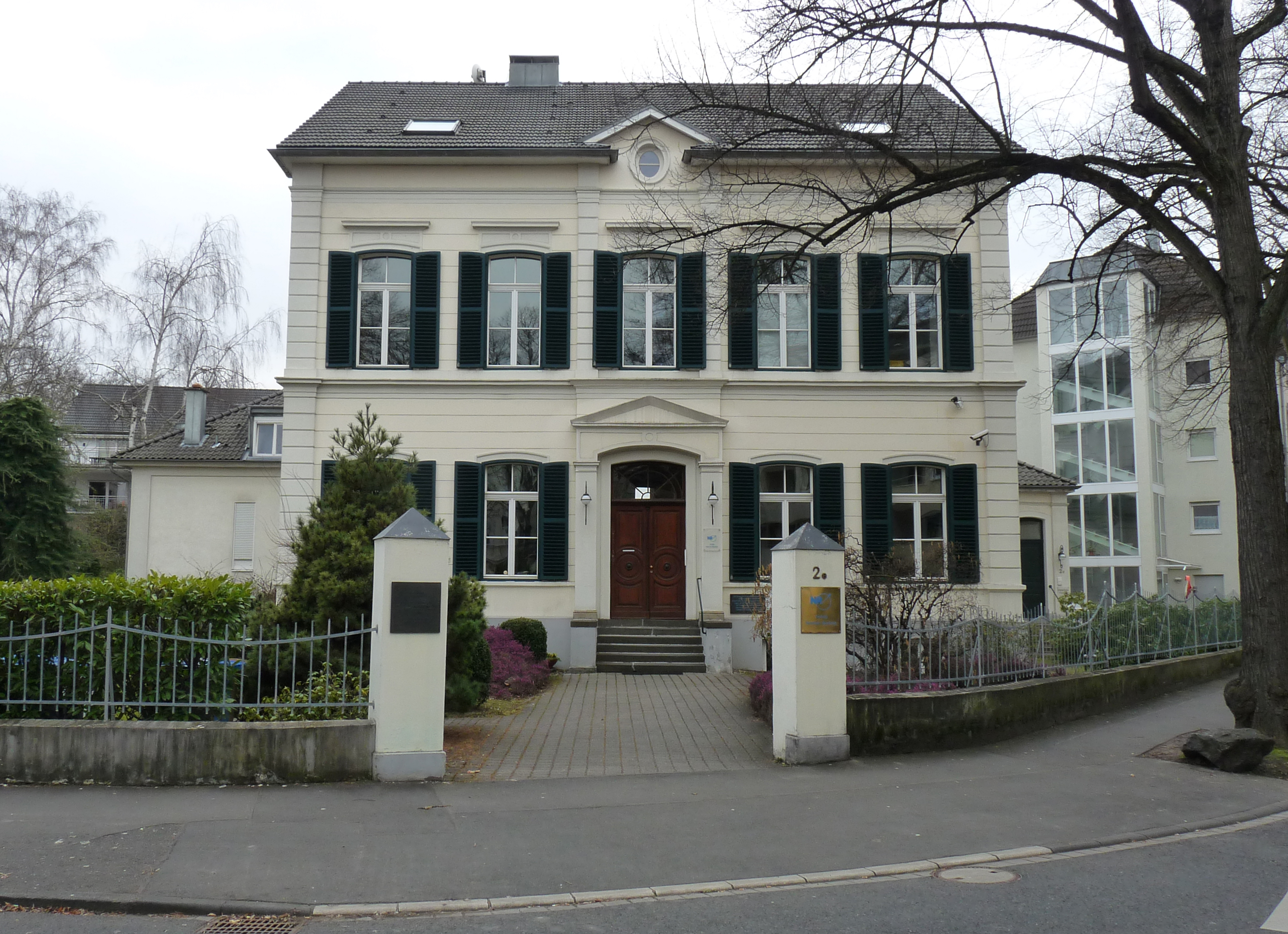
Haus Groote in Bad Godesberg

Johann Anton Wallé (* 23. Oktober 1807 in Köln; † 13. September 1876 ebenda) war ein deutscher Architekt und Lehrer an der Königlichen Provinzial-Gewerbeschule in Köln.

## Leben
Zuerst besuchte Wallé die von Egidius Mengelberg im Jahre 1822 gegründete Elementar-Zeichenschule in Köln. Von 1826 bis 1829 studierte er auf Empfehlung des preußischen Ministerialbeamten Beuth an der Gewerbeakademie in Berlin. 1830 setzte er seine Studien an der Kunstakademie in München fort. Einige Jahre danach erhielt er die Zulassung als Privatbaumeister bzw. „Kommittierter Baumeister“.
Von 1833 bis 1876 war er als Lehrer für Baukonstruktion, Zeichnen und Modellieren
an der Königlichen Provinzial-Gewerbeschule in Köln tätig. Am 23. September 1838 heiratete er Anna Maria Baer, mit der er sieben Söhne und zwei Töchter hatte. Nach den Kölner Adress-Büchern von 1846 bzw. 1858 wohnte Wallé mit seiner Familie in der Severinstraße 227, bzw. in der Pantaleonstraße 2. Er starb mit 69 Jahren an einem Herzschlag. Als Sterbehaus ist die Josephstraße 37 in Köln vermerkt.

## Entwürfe und Bauten (Auswahl)
- 1837/39: Neubau Herrenhaus der Burg Hemmersbach, Kerpen.[6]
- 1840: Gasthaus „Königliche Hof“, Köln am Thurnmarkt
- 1848: Entwurf zur Anlage eines Sicherheitshafens am Werthchen in Köln.[7]
- 1850–1853: Aufstockung des Herrenhauses des Schlosses Gracht bei Liblar
- 1860: Neubau des „Hôtel du Nord“ Köln, Frankenplatz[8]
- 1862/63: Haus Groote in Bad Godesberg[9]
- Gasthaus Harperath, Köln, Thurnmarkt 32-34. Im Zweiten Weltkrieg zerstört
- Wohnhaus Jost, Köln am Holzmarkt
- Weinstube Bettger, Köln, Kleine Budengasse
- Wohnhaus Verhagen, Köln, Hohestrasse
- Wohnhaus Feist, Köln, Schildergasse
- Ehem. Bandfabrik Braubach, Köln, Laurenzplatz 2

Auf dem Kölner Friedhof Melaten entwarf er für den Bankier Peter Heinrich Merkens das Grabmal (HWG – NS, Nr. 93–95).